# Novokuznetsk
Novokuznetsk (tiếng Nga: Новокузнецк) là một thành phố và trung tâm hành chính của huyện Novokuznetsky thuộc tỉnh Kemerovo, Nga. Dân số: 549.870 (điều tra dân số 2002). Khu vực đô thị Novokuznetsk bao gồm các thị trấn Kiselyovsk, Mezhdurechensk, và Prokopyevsk có dân số 1.130.000 người.

## Khí hậu
Novokuznetsk có khí hậu lục địa ẩm (phân loại khí hậu Köppen Dwb) với mùa hè ấm áp, nhiều mưa trong khi mùa đông rất lạnh và khô.
| Dữ liệu khí hậu của Novokuznetsk        | Dữ liệu khí hậu của Novokuznetsk | Dữ liệu khí hậu của Novokuznetsk | Dữ liệu khí hậu của Novokuznetsk | Dữ liệu khí hậu của Novokuznetsk | Dữ liệu khí hậu của Novokuznetsk | Dữ liệu khí hậu của Novokuznetsk | Dữ liệu khí hậu của Novokuznetsk | Dữ liệu khí hậu của Novokuznetsk | Dữ liệu khí hậu của Novokuznetsk | Dữ liệu khí hậu của Novokuznetsk | Dữ liệu khí hậu của Novokuznetsk | Dữ liệu khí hậu của Novokuznetsk | Dữ liệu khí hậu của Novokuznetsk |
| Tháng                                   | 1                                | 2                                | 3                                | 4                                | 5                                | 6                                | 7                                | 8                                | 9                                | 10                               | 11                               | 12                               | Năm                              |
| --------------------------------------- | -------------------------------- | -------------------------------- | -------------------------------- | -------------------------------- | -------------------------------- | -------------------------------- | -------------------------------- | -------------------------------- | -------------------------------- | -------------------------------- | -------------------------------- | -------------------------------- | -------------------------------- |
| Cao kỉ lục °C (°F)                      | 4.2 (39.6)                       | 7.9 (46.2)                       | 18.3 (64.9)                      | 28.6 (83.5)                      | 34.8 (94.6)                      | 35.0 (95.0)                      | 36.0 (96.8)                      | 35.9 (96.6)                      | 31.0 (87.8)                      | 24.9 (76.8)                      | 17.4 (63.3)                      | 7.3 (45.1)                       | 36.0 (96.8)                      |
| Trung bình ngày tối đa °C (°F)          | −6.4 (20.5)                      | −6.3 (20.7)                      | 0.6 (33.1)                       | 12.0 (53.6)                      | 20.2 (68.4)                      | 24.5 (76.1)                      | 25.2 (77.4)                      | 24.3 (75.7)                      | 18.1 (64.6)                      | 9.6 (49.3)                       | 0.4 (32.7)                       | −5.3 (22.5)                      | 9.8 (49.6)                       |
| Trung bình ngày °C (°F)                 | −13.1 (8.4)                      | −13.1 (8.4)                      | −6.0 (21.2)                      | 2.9 (37.2)                       | 11.5 (52.7)                      | 16.4 (61.5)                      | 18.9 (66.0)                      | 16.3 (61.3)                      | 9.9 (49.8)                       | 2.9 (37.2)                       | −4.9 (23.2)                      | −11.4 (11.5)                     | 2.1 (35.8)                       |
| Tối thiểu trung bình ngày °C (°F)       | −15.2 (4.6)                      | −14.1 (6.6)                      | −7.9 (17.8)                      | 1.1 (34.0)                       | 7.4 (45.3)                       | 12.4 (54.3)                      | 14.5 (58.1)                      | 12.5 (54.5)                      | 7.7 (45.9)                       | −1.9 (28.6)                      | −6.7 (19.9)                      | −13.2 (8.2)                      | 0.5 (32.9)                       |
| Thấp kỉ lục °C (°F)                     | −47.7 (−53.9)                    | −42.2 (−44.0)                    | −33.9 (−29.0)                    | −26.1 (−15.0)                    | −8.9 (16.0)                      | −1.4 (29.5)                      | 2.2 (36.0)                       | 0.2 (32.4)                       | −6.7 (19.9)                      | −23.0 (−9.4)                     | −37.7 (−35.9)                    | −40.0 (−40.0)                    | −47.7 (−53.9)                    |
| Lượng Giáng thủy trung bình mm (inches) | 4.4 (0.17)                       | 4.5 (0.18)                       | 8.9 (0.35)                       | 20.0 (0.79)                      | 38.0 (1.50)                      | 72.9 (2.87)                      | 83.0 (3.27)                      | 69.0 (2.72)                      | 39.0 (1.54)                      | 22.2 (0.87)                      | 10.5 (0.41)                      | 4.5 (0.18)                       | 376.9 (14.85)                    |
| Số ngày mưa trung bình                  | .4                               | 0                                | 2                                | 9                                | 15                               | 16                               | 16                               | 15                               | 14                               | 11                               | 4                                | 1                                | 103                              |
| Số ngày tuyết rơi trung bình            | 20                               | 18                               | 15                               | 11                               | 3                                | .1                               | 0                                | 0                                | 1                                | 11                               | 19                               | 23                               | 121                              |
| Độ ẩm tương đối trung bình (%)          | 81                               | 78                               | 74                               | 66                               | 60                               | 68                               | 73                               | 75                               | 75                               | 77                               | 82                               | 82                               | 74                               |
| Nguồn: Pogoda.ru.net                    |                                  |                                  |                                  |                                  |                                  |                                  |                                  |                                  |                                  |                                  |                                  |                                  |                                  |

## Thành phố kết nghĩa
- Dallas, Hoa Kỳ
- Nizhny Tagil, Nga
- Pittsburgh, Hoa Kỳ
- Zaporizhia, Ukraina[3]
- Birmingham, Anh